# Ranunculus megacarpus
Ranunculus megacarpus là một loài thực vật có hoa trong họ Mao lương. Loài này được Walo Koch miêu tả khoa học đầu tiên.